# Revue de la littérature
 (novembre 2018).
Si vous disposez d'ouvrages ou d'articles de référence ou si vous connaissez des sites web de qualité traitant du thème abordé ici, merci de compléter l'article en donnant les références utiles à sa vérifiabilité et en les liant à la section « Notes et références ».
 (décembre 2018).
Les notions de « revue de la littérature » (ou « revue de littérature » ou d’« analyse de la littérature ») désignent à la fois une méthode de recherche de documentation scientifique et une « catégorie » d’études scientifiques. Le produit de cette méthode de recherche est souvent un article dit « article de synthèse » ou « article de revue » ou « article de revue de littérature » par les francophones (traduction de l'anglais Review article). Il existe des types d'article de revue plus spécifiques, contenant une importante part de revue de la littérature, tels que les revues systématiques, les examens de la portée ou les méta-analyses.
Le premier objectif d’une revue de la littérature est de résumer l'état de l'art ou de la connaissance dans un domaine et pour une période ou un territoire.

## Précautions sémantiques
- La notion de « revue de la littérature » ne doit pas être confondue avec celle de « revue par les pairs »  ou « peer review », qui désigne généralement l'examen par les pairs d'un article original (et un peu plus rarement l’examen par des pairs d’une « revue de la littérature ».
- Les concepts de Revue de la littérature, et de relecture d'un article par des pairs sont indépendants : une revue de la littérature peut ou non être soumise à un comité de lecture.

## Éléments de définition
Les « revues de la littérature » peuvent porter sur des domaines très variés des sciences dites « dures » ou des sciences humaines et sociales, mais elles répondent toutes aux critères suivants :
- elles sont mono-thématiques (c'est-à-dire qu'elles traitent d'un seul sujet (une question scientifique particulière)) ;
- elles portent soit sur un pas de temps défini (en années ou décennies le plus souvent), soit sur une zone géographique définie (ex : Situation actuelle de l'échinococcose en Europe[3] ou sur les virus transmis par des moustiques en Europe[4]), soit sur un pas de temps donné pour un territoire donné ;
- elles sont toujours basées sur l’analyse (« secondaire »[5]) de plusieurs documents  « primaires » qui sont dans la plupart des cas des « articles de recherche originaux »  (publiés après avoir été relus par des pairs) ; il s’agit donc de « méta-analyses » (analyse d’analyses) qui peuvent inclure des "méta-analyses statistiques" (analyses de données quantitatives ou qualitatives issues de différentes publications afin d'en comprendre la variabilité, Borenstein et al. 2001) ;
- elles ne portent pas de jugements sur les études (supposées valides puisque publiées après avoir déjà fait l’objet d’un travail d’analyse par l’éditeur et les pairs). Il existe toutefois un type de revue, appelée revue systématique, qui inclut une évaluation de la confiance portée à chacun des résultats publiés car toutes les observations et expérimentations contiennent une part de biais. L'attribution d'un niveau de confiance repose sur l'analyse du protocole de recherche et de sa rigueur, à l'aide de critères transparents et explicites (voir www.cochrane.org, www.environmentalevidence.org), mais il existe d'autres grilles d'évaluation de la confiance (p.exemple Plateforme Internationale pour la Biodiversité et les services Écosystémiques www.ipbes.int)
- elles cherchent à dégager les similitudes et différences et éventuellement à les analyser pour dégager un « état de l’art » et des connaissances à un moment donné.

C'est un travail en partie apparenté à l'étude bibliographique, mais beaucoup plus approfondi. Il peut être long et fastidieux (par exemple quand il faut analyser des articles très techniques et rédigés dans plusieurs langues étrangères, dont seuls les résumés sont en anglais, ou parce que l'on va chercher à identifier toutes les connaissances sur le sujet et que leur accès pose problème). C'est un travail d'analyse et de restitution synthétique plus que de création,.

Une revue de la littérature peut être assortie de recommandations quand elle a été faite dans ce but (ex : Mieux supplémenter les femmes enceintes en iode en Europe, car les études disponibles montrent que des carences en iode existent encore dans de nombreux pays européens) : Les recommandations peuvent s'adresser aux pouvoirs publics (en vue de lois ou de réglementations), aux usagers, aux chercheurs (demande de nouveaux travaux).

Elle peut aussi être incluse dans un processus de recherche de consensus scientifique sur un sujet dont les enjeux sanitaires et économiques sont importants (par exemple la toxicité du plomb, du mercure ou des perturbateurs endocriniens) ; elles peuvent ainsi accompagner ou préparer une conférence de consensus ou servir à produire des « expertises collectives ». Ce fut le cas par exemple pour l'expertise collective de l’INSERM sur le plomb en 1999.
Une fois éditées, les « reviews » deviennent souvent des « sources secondaires » citées par de nouveaux articles.
Les aspects formels d'une revue de littérature sont très importants : les articles cités doivent respecter des consignes très normés de référence généralement les normes apa.[réf. nécessaire]

## Éléments de méthode
Les différents types de revue de la littérature ont en commun et comme spécificité d’être basés sur les notions de révision, d’examen ou de réexamen, et d’évaluation, et donc de toujours porter leur attention sur des études scientifiques déjà publiées (par la littérature scientifique).
L’analyse de la littérature peut être faite par un groupe d’experts du domaine, généralement épaulés par des spécialités utiles (statisticien, bibliothécaire, linguiste spécialiste des corpus, historien des sciences, traducteurs...), choisis selon les besoins suscités par la nature du sujet traité, le pas de temps retenu, etc. Le rôle des documentalistes dans la recherche, la collecte et le tri des publications est fondamental. Une revue peut aussi contenir de la littérature grise pour peu que cette dernière permette soit d'apporter des données supplémentaires pour l'analyse, soit contrecarrer le biais de publication (en apportant des résultats robustes mais non significatifs qui n'ont pas été publiés dans des journaux scientifiques car ces derniers ont jusque très récemment favorisé les seuls résultats statistiquement significatifs). 
Selon les cas, ces experts peuvent travailler plutôt indépendamment les uns des autres selon un plan de travail incluant un partage des tâches, ou de manière très collégiale, avec des rétroactions (libres ou organisées) entre eux, et entre experts voire avec les auteurs d'articles. Il est important que la méthode utilisée et la retranscription des analyses soit rigoureuse et transparente pour éviter l'influence de conflits d’intérêts (chaque expert ayant bien naturellement son point de vue personnel sur la question, qui pourrait influencer certaines analyses ; en revue systématique par exemple les choix sont faits ou vérifiés par au moins deux personnes). 

Ces interactions sont aujourd’hui facilitées par les NTIC, par divers outils scientifiques (bibliographiques et d'analyse automatique parfois), par des outils de recherche et compilation (MEDLINE, PubMed, Web of Science, Scopus...) mis en place par les revues scientifiques elles-mêmes ou avec celles-ci, par des bases de données spécialisées (bibliographiques, de corpus et de mots-clé...).

De nombreuses fonctions hypertextes et moteurs de recherche permettent d'accéder facilement à un grand nombre d'informations ciblées. Une revue de littérature rigoureuse essaiera d'éviter de ne sélectionner que les articles allant dans un sens donné (par exemple démontrant la nocivité de tel produit) mais cherchera plutôt les « éléments à charge et à décharge » afin d'apporter des conclusions objectives même si elles ne vont pas dans le sens des présupposés initiaux (par exemple, en sciences de l'environnement, la complexité des situations et des recherches amène souvent à conclure que l'on ne peut pas conclure!).
Les « matériaux » analysés par ces experts sont les données et conclusions apportées par les études qu'ils « passent en revue ».
Parfois sur des sujets ayant fait l'objet de nombreuses publications scientifiques, la « revue » peut porter sur d’autres « revues de la littérature », antérieurement réalisées (« revue de revues »).
Elles peuvent se faire sous l’égide d’un comité scientifique ( « scientific review boards » pour les anglophones), généralement essentiellement constitués d’experts du domaine (pairs).[réf. nécessaire]

## Occurrence et utilisations
Elles sont de plus en plus fréquentes, pour deux raisons au moins : 
- Elles sont une réponse à des besoins d’évaluations synthétiques qui augmentent avec la croissance exponentielle du nombre d’études et données disponibles. Le besoin de mise à jour périodique des connaissances est toujours plus pressant.
- Elles sont une réponse au manque de place dans les revues scientifiques. Certains éditeurs peuvent encourager leurs auteurs à citer des sources secondaires (reviews)[5] plutôt que des dizaines ou centaines de sources primaires (qui mériteraient de l’être du point de vue de leur intérêt scientifique).

## Valeur et limites des «revues de la littérature»

### Avantages
Quand les « revues de la littérature » sont bien faites :
- elles peuvent être source de précieux gains de temps et de productivité (économies d'échelle) car elles résument en quelques pages l'état des connaissances dans un domaine.
- elles sont supposées refléter les évolutions de la connaissance, et parfois dégager des tendances intéressantes pour la prospective.
- elles évitent aux chercheurs d’avoir à acheter et stocker des dizaines à centaines d’articles primaires (dont l'accès est souvent coûteux).
- parfois elles évitent d’avoir à faire traduire des articles publiés en langues étrangères, car ces derniers ont été analysés dans le cadre de la revue de la littérature.
- elles présentent aussi un intérêt épistémologique pour les historiens des sciences par exemple.

### Inconvénients ou limites
Par définition, notamment quand elles portent sur des sujets complexes, les « revues de la littérature » sont synthétiques et donc réductrices. Pour cette raison :
- sans être partial, le résultat d'une bonne « revue de la littérature » est nécessairement partiel. Malgré les efforts d'objectivité des auteurs, son rendu peut ne refléter qu'un consensus général. Il peut aussi ne pas repérer ou sous-estimer certains « signaux faibles », des théories tout à fait nouvelles ou des questions émergentes.

- les « revues de la littérature » sont encore plus vulnérables aux biais que les sources primaires. De nombreux biais cognitifs sont possibles au moment de l’interprétation des sources primaires, dont l’« effet de simple exposition » et le « biais de confirmation ». Ces biais concernent ce que retient l’auteur de l’analyse de la littérature et peuvent orienter toute la suite de l’étude, qui à son tour pourra orienter d’autres études…. Il existe des protocoles et méthodes pour se prémunir contre ces risques (voir www.cochrane.org (médecine), www.environementalevidence.org (environnement), www.campbellcollaboration.org (sciences humaines et sociales), mais de tels biais sont naturels et difficiles à éviter dans les domaines scientifiques émergents ou quand une théorie nouvelle pourrait remplacer une théorie dominante. Il est toutefois très important de les mettre en lumière afin de ne pas induire l'usager de la revue en erreur ou permettre des extrapolations exagérées.
En outre, l’analyse de la littérature peut aussi reprendre ou exacerber le  « biais de publication ». Ce biais est dû au fait que l’entité qui publie (un chercheur, une équipe de chercheurs, un laboratoire, un consortium scientifique, une start-up, un groupe industriel finançant ou accueillant des chercheurs…) a une tendance naturelle à plutôt publier ses  expériences les plus réussies et les plus valorisantes ; Ce sont les expériences conclues par un résultat positif et a priori statistiquement significatif. De même pour la revue qui cherche à se valoriser pour vendre plus d’exemplaires, et de même pour son comité de lecture[10]. Inversement, ces mêmes entités limiteront inconsciemment ou pour des raisons économiques ou d’image les expériences à résultat négatif ou soutenant l'hypothèse nulle. 
Les analyses de littérature sont aussi particulièrement vulnérables à un autre biais induit par ce qu’on appelle parfois l’ « effet tiroir »[C'est-à-dire ?] (« filedrawer effect » pour les anglophones)[11], qui donne aux lecteurs une perception biaisée (vers le positif) de l'état de l’art et des évolutions réelles de la recherche[10]. 
De plus, une part croissante de la recherche est financée par de grands groupes industriels (pétrole, chimie, agropharmacie, nucléaire, militaire ou biotechnologies, etc.) ; ces acteurs interdisent souvent la publication de données ou résultats qu’ils jugent sensibles pour des raisons de concurrence ou de secret industriel, ou quand des résultats sont défavorables à un produit ou à leur image[10]. 
D’autres biais sont possibles, au nombre desquels le fait de reprendre voire d'amplifier les biais éventuels d’études primaires. Elle peut parfois contribuer de manière importante à ce qu’on appelle parfois le « biais d’amplification dans les citations », c'est-à-dire la tendance à exagérer l’importance des résultats de certaines études publiées, car plus une étude est citée, plus elle a de chances d’être à nouveau citée et de servir ainsi de référence [12]. Le lecteur qui les lit n’a accès qu’à une petite partie de l’information qui a servi à les produire, et qu’à une petite partie des arguments dont il aurait pu prendre connaissance s’il avait eu accès aux sources primaires. De tels biais peuvent être exacerbés dans le cas de « revues de revues ».
Tout ou partie de ces « biais » peuvent être auto-entretenus voire aggravés par l’utilisation croissante du facteur d'impact dans l’évaluation des chercheurs et de leurs unités de recherche.
Un biais de compétences est parfois possible : il peut être difficile pour l’éditeur de trouver des experts ayant une vision assez large du champ disciplinaire traité pour procéder au travail de « peer review »; ce travail se limite alors à une vérification des méthodes et processus de travail et ne juge pas la pertinence des sources primaires retenues ou non-retenues pour la revue de littérature ;

- elles ne permettent pas ou plus difficilement la vérification par le lecteur ;

- une bonne « méta-analyse de la littérature » devrait pondérer les informations selon le degré de confiance qu'on peut leur accorder (voir www.cochrane.org (médecine), www.environementalevidence.org (environnement), www.campbellcollaboration.org (sciences humaines et sociales)). Sa démarche statistique devrait donc traiter du caractère plus ou moins « indépendant » ou éventuellement orienté des études analysées afin de mieux prendre en compte d’éventuels biais liés à des conflits d'intérêts. Ceci reste très difficile car ces conflits ne sont pas toujours déclarés ni conscients, et il existe entre la recherche et le monde industriel et économique des interactions complexes parfois peu transparentes.

## Spécialisation
Quelques journaux académiques se sont spécialisés dans la revue de la littérature, généralement sur un ou quelques champs thématique particulier (les anglophones parlent de review journals. Ils jouent une sorte de rôle de vulgarisation de haut niveau.